# 카페 (영화)
《카페》(영어: Café)는 2010년 공개된 미국의 드라마 독립 영화이다. 마이크 얼바움이 연출과 각본을 맡았으며, 제니퍼 러브 휴잇, 대니얼 에릭 골드, 알렉사 베이가, 제이미 케네디 등이 출연하였다. 

## 줄거리
웨스트필라델피아에 위치한 한 카페에서 직원들과 단골들이 각자 문제를 겪으며 서로 엮인다.
이 와중에 한 고객이 컴퓨터를 통해 모르는 여성으로부터 메시지를 받는다. 메시지 내용은 그가 이 여성이 하고 있는 어느 게임 속 캐릭터에 불과하다는 것이다. 즉 어쩌면 이 카페 구성원들은 전부 현대 사회 소우주로 고안된 컴퓨터 시뮬레이션 속 등장인물들에 불과할지도 모른다.

## 출연
- 제니퍼 러브 휴잇 - 클레어 역
- 알렉사 베이가 - 샐리 역
- 제이미 케네디 - 글렌 역
- 미케일라 맥매너스 - 영화관 여자 역
- 매들린 캐럴 - 엘리 역
- 대니얼 에릭 골드 - 토드 역
- 케이티 로스 - 켈리 역
- 리처드 쇼트 - 작가 역
- 데릭 세실 - 영화관 남자 역
- 크리스 와이엇 (크레디트 미기재)

## 기타 제작진
- 배역: 제시카 켈리
- 의상: 크리스털 티니